# Gianni Bosio
Gianni Bosio (Acquanegra sul Chiese, 20 ottobre 1923 – Mantova, 21 agosto 1971) è stato uno storico, editore e curatore editoriale italiano, ricercatore musicale ed esponente del Partito Socialista Italiano.

## Biografia

### Infanzia e giovinezza
Dopo aver frequentato le elementari ad Acquanegra, Bosio studia a Brescia e a Cremona, dove accede ai corsi dell'Istituto tecnico Botti Binda. A 13 anni comincia ad allontanarsi dalla chiesa, recandosi all'oratorio solo per conversare col parroco. A partire dal quarto anno di frequentazione dell'Istituto tecnico comincia a mostrare un particolare attaccamento alla propria terra d'origine, e nello stesso periodo si fa in lui più forte l'interesse per la politica. Comincia inoltre a leggere libri d'interesse politico-sociale. Nel 1939, ad Acquanegra, persuade i giovani del '22 a non arruolarsi nei battaglioni della Gioventù italiana Littorio. Nel 1940 decide di studiare al liceo classico e si prepara da solo nel corso dell'estate, con l'unico aiuto del parroco di Mariana Mantovana per lo studio del greco antico. Studia a Bergamo, dove pubblica tre poesie sul giornalino di classe da lui diretto e si dimostra antifascista. Nel 1943 ottiene il diploma e si iscrive alla Facoltà di Lettere e Filosofia dell'Università degli Studi di Padova.

### Il Partito Socialista, la guerra e l'antifascismo
A Padova, nel 1943, Gianni Bosio s'iscrive al Partito Socialista. Nello stesso anno pubblica sull'"Eccoci!" di Cremona un racconto, intitolato L'avvenimento. Ad Acquanegra cerca di rappresentare La verità dei pazzi, pubblicata su "Eccoci!" il 1º aprile da Renato Saita; lo spettacolo, velatamente antifascista, viene censurato prima di andare in scena.
Nel 1944 contribuisce ad organizzare un gruppo di giovani socialisti ad Acquanegra, uniti alla cellula comunista del paese, cosa che porterà Bosio a scontrarsi proprio con uno dei dirigenti delle brigate Garibaldi. Nell'estate del '44 Bosio subisce una prima perquisizione da parte dei fascisti. Il suo gruppo, intanto, si allarga a comprendere altre località vicine (Canneto sull'Oglio, Asola). Il 30 luglio diversi antifascisti della zona vengono arrestati, alcuni saranno poi fucilati a Verona il 31 agosto (Arini e Accorsi). Bosio si salva nascondendosi a casa di sua zia Speranza. Poco dopo il gruppo di giovani socialisti acquanegresi si distacca dai comunisti ed assume un'impronta apartitica. L'organizzazione militare del gruppo si affina sempre di più, creando sottogruppi, ciascuno con un suo capo. Gli antifascisti acquanegresi compiono diverse azioni di disturbo ai danni dei mezzi nazifascisti. A causa di un attentato a un vicebrigadiere della Gnr, ad opera del gruppo Boninsegna (indipendente dal gruppo di Bosio), su Acquanegra si riversano numerose forze fasciste e naziste, costringendo Bosio a fuggire dal paese e a rifugiarsi a Brescia, dove tenterà di prendere contatti con le formazioni partigiane della Val Trompia, e in seguito a Parabiago, dove assumerà l'incarico di coordinamento fra i giovani socialisti e gli intellettuali. A Natale viene condotto a Bizzozzero di Varese, nascosto presso un commerciante amico dello zio.
Nel febbraio 1945 torna alla sua attività di antifascista fra Parabiago e Milano, che porterà avanti fino alla caduta della Repubblica Sociale Italiana.

### Dopo la guerra
Fra il 1945 e il 1947 Bosio collabora al giornale socialista mantovano "Terra nostra". La sua attività nel partito si intensifica. Ad Acquanegra fonda l'università popolare, a cura della quale pubblica un numero unico intitolato "La ciüsa".
Nel 1946 passa alla rivista "Quarto Stato", organo dell'omonima corrente del partito.
Nel 1947 comincia la collaborazione con l'Avanti! di Milano ed incontra Gioetta Dallò, con la quale avrà una lunga relazione sentimentale. Nello stesso anno si laurea all'Università Statale di Milano, dove si era trasferito da Padova.
Nel 1948 entra in polemica con Franco Fortini sulle pagine dell'Avanti! riguardo a Il lungo viaggio di Ruggero Zangrandi.
Nel 1949 pubblica l'importante L'arresto di Carlo Cafiero a Milano e nello stesso anno fonda "Movimento operaio", una rivista di studi storici.
Nel 1950 viene eletto presidente della sezione Vittoria del Psi a Milano.
Nel 1953 viene estromesso dalla rivista "Movimento operaio" su decisione dell'editore Giangiacomo Feltrinelli e assume la direzione delle Edizioni Avanti!.
Nel 1955 pubblica in 1000 copie gli scritti italiani di Marx ed Engels.
Nel 1956 inaugura la collana Biblioteca Socialista ed entra a far parte di Mondo Operaio.
Nel 1959 apre la collana "La condizione operaia in Italia"; sulle pagine dell'Avanti! comincia a mostrare i suoi interessi per la musica popolare. Nel suo paese natale, Acquanegra, organizza una mostra di vedute ad acquerello dipinte da Riccardo Musoni. Cura il lunario per l'anno successivo.

### Gli anni Sessanta
Nel 1960 le Edizioni Avanti! pubblicano Canti della Resistenza italiana, a 33 giri. Bosio coordina anche l'Almanacco socialista 1960 e pubblica insieme ad altri «I quaderni del Labriola».
Nel 1961 comincia a registrare i canti popolari, recandosi a Carrara per incidere i canti anarchici con il magnetofono.
Fra i primi autori ad utilizzare le fonti orali nella storiografia, nel 1962 comincia a produrre dischi di canto popolare, raccogliendo testimonianze orali su Acquanegra e in generale sul Cremonese e sul Mantovano. Nel febbraio dello stesso anno pubblica Giornale di un organizzatore di cultura, poco tempo dopo cura anche la Bibliografia essenziale dei canti sociali italiani e, insieme a Roberto Leydi, fonda la rivista Il Nuovo Canzoniere Italiano e pubblica il primo numero nel mese di luglio.
Nel 1964, a Milano, organizza, dal 6 marzo al 15 maggio, «L'altra Italia. Prima rassegna italiana della canzone popolare e di protesta vecchia e nuova», in otto serate. Presenta uno spettacolo al Festival dei Due Mondi di Spoleto, in seguito al quale riceverà, insieme a Roberto Leydi, Filippo Crivelli, Franco Fortini e Michele L. Straniero, una denuncia per vilipendio all'esercito. Comincia a registrare al magnetofono, con la collaboborazione di Alberto Mario Cirese e di Giulio Angioni, i canti tradizionali della Sardegna.
Nel 1968 cura la pubblicazione di I giorni cantati. Ricerche, riproposte, verifiche del Gruppo Padano di Piàdena.

### La morte
Gianni Bosio muore improvvisamente all'Ospedale Carlo Poma di Mantova, in seguito a due interventi chirurgici. La sua salma riposa nel cimitero di Acquanegra sul Chiese. Nel 1972 gli è stato intitolato il Circolo Gianni Bosio.